# Constanța Abălașei Donosă
Abălașei-Donosă, Constanța (n. 4 februarie 1954, Brăila), grafician, pictor, poet, o creatoare scrupuloasă cu sine, ce scrie și pictează sau desenează dintr-un anume sentiment al datoriei față de sine și față de ceilalți (Ana Maria  Harțuche ). 

## Studii
A urmat în orașul natal Liceul Teoretic Nr. 5 în paralel cu Școala de Arte - clasa profesor Vespasian Lungu (1969- 1972) și în București Institutul de Arhitectură ION MINCU între anii 1977 - 1981 .
L I T E R A T U R Ă:  
* Membră în Liga Scriitorilor din România, din anul 2011. 
* Membră în Uniunea Internațională a Oamenilor de Creație, președinte poeta Renata Verejanu, Chișinău din anul 2018.
* Membră în Asociația Universul Prieteniei din Iași condus de Rodica Rodean, din anul 2012. 
* Membră în Asociația Scriitorilor Români din Austria , președinte Daniela Gumann, din 2018
* Redactor la Revista ” Cetatea lui Bucur ” a L.S.R. Filiala București, din anul 2011 până în 2013. 
* Redactor la revista ” Mărturii maramureșene ”, Satu Mare, din anul 2018.
* Redactor la Revista ” Sintagme Codrene ”, Satu Mare, din anul 2019.
Pu b l i c ă; Debutează în anul 1970, la Rrevista literară Convorbiri Literare 
* Publică în Revista literară Luceafărul în anul 1982, 1984 
* Publică în perioada 1995-2003 în Ziarul *Ancheta și alte ziare din Brăila.
* Publică în Revista Ex-Librisul Românesc din Oradea anii 2002-2003 condus de prof.dr. Constantin Mălinaș.
* Publică în Revista de Cultură Dunărea din Brăila în anii 2003-2004.
* Publică în Revista Țara Fagilor din Suceava în 2005, 2006, 2007.
* Publică în Revistele online și scrise; Cititor de Proză, Cititor de Proză-Republica Artelor / București. 
* Publică în Revista Singur / Târgoviște, în anii : 2011, 2012, 2013, 2014, 2015, 2016, 2018, 2019. 
* Publică în Revista Confluențe Literare / București, din anul 2011 până în prezent, 2020.  
* Publică în Revista Vatra-veche din Tg.-Mureș în anii 2010, 2011, 2013,2014, 2017.
* Publică în Revista Agero / Germania condusă de Lucian Hetco în anii 2010, 2011, 2012, 2013.
* Publică în Revista Cetatea lui Bucur / București; 2011, 2012, 2013, 2014. 
* Publică în Revista Logos și Agape din 2014 până în present, anul 2020. 
* Publică în Revista Eminesciana din 2017 până în prezent anul 2020.
* Publică în Revista Dor de Dor / Călărași și Botoșani în anii 2013, 2014, 2015, 2016.
* Publică în Revista BOEM@, Galați, în anii 2012, 2013, 2014, 2015, 2016, 2018, 2019, 2020.
* Publică în Revista UNIVERS XXL din 2018 până în present
* Publică în Revista Izvoare Codrene, condusă de Vasile Dan Marchiș, din anul 2018 până în prezent 2020.  
* Publică în Revista ”Mărturii maramureșene”, condusă de Radu Botiș,din anul 2018 până în prezent 2020.  
* Publică în Revista Dacia Eternă, anul 2014, 2015, condusă de Constantin Lupeanu. 
* Publică în Revista Albanezul, condusă de Baki Ymeri din anul 2018 până în prezent 2020. 
* Publică în Revista Asociației Scriitorilor Români din Austria, condusă de Daniela Gumann, unde este și membru al acesteia, din anul 2018 până în prezent 2020. 
A apărut în Antologiile Literare și Dicționare;
1. Dicționarul ”Personalități brăilene”, autor  prof. Teodor Buculei, anul 2004, Brăila
2. Coautor la Antologia ”Din Vadul Chiralinei”,editată la  Ed. Exlibris Brăila, anul 2005 cu poezie și executarea de grafică a portretelor de scriitori cuprinși aici. Coordonator poetul  Constantin Gherghinoiu.
3. Coautor la Antologia ”Poezie la Dunărea de Jos”, Ed. Exlibris Brăila, anul 2007, coordonatorul proiectului, poetul Constantin Gherghinoiu.
4. Coautor la Antologia ” Scrieri pentru o posibilă istorie a Amurgului Sentimental” Ed. Amurg-Sentimental, București, anul 2011, coordonator poetul Ion Machidon.
5. Coautor la Antologia de poezie ”HAI-HUI” Ed. Singur Târgoviște, anul 2012, coordonator proiect, poetul Ștefan Doru Dăncuș.
6. Coautor la Antologia ”Limba noastră cea română”-  STARPRESS, 2014, Ed. Olimpias, 2014, Râmnicu Vâlcea, coordonator proiect poeta Lygia Diaconescu.
7. Coautor la Antologia ”Ametiste Moldave” Ed. Armonii Culturale, 2014, Adjud, coordonator proiect, poetul Mihai Leonte, Moldova Nouă. 
8. Dicționarul ”Prezențe Brăilene în Spiritualitatea Românească” Ed. Exlibris Brăila, anul 2012, Brăila, coordonator proiect Biblioteca Județeană Panait Istrati Brăila. 
9. Dicționarul Scriitorilor Brăileni, Ed. PROILAVIA Brăila  anul 2010, coordonator proiect Biblioteca Județeană Panait Istrati-Brăila.
10. Dicționarul Scriitorilor Români de după anul 1989 / A – B / Ed. Socrate, Craiova, anul 2014, Craiova, coordonator proiect, Editura Socrate.
11. Catalogul scriitorilor români apăruți după anul 1989, Ed. Socrate, anul 2014, Craiova, coordonator proiect Editura Socrate. 
12. Coautor la Antologia ”Poeții Cătății” Ed.ExLibris Brăila, anul 2015, coordonator proiect Biblioteca Județeană Panait Istrati Brăila. 
13. Coautor la Antologia ”Poeți brăileni” Ed. PIM, Iași, anul 2016, coordonator proiect Rodica Rodean, Iași.
14. Coautor la Antologia ”Catapeteasma cuvintelor line”  Editura InfoRapArt, Galați 2016, coordonator proiect poetul Petre Rău.
15. Coautor la Antologia ”Pentru tine, Țara mea”editat , 
Ed. Armonii Culturale-Adjud 2017, coordonator proiect  poetul Gheorghe A. Stroia
16. Coautor la Antologia ”10 Ani de Prietenie” Ed. PIM Iași, anul 2018, coordonator proiect Rodica Rodean, Iași.
17. Coautor la Antologia de Poezie”Dragoste și dor ” Ed. Amanda București, condusă de poetul Baki Ymeri, 2019
18. Coautor la Antologia ”Clisura Dunării” / Moldova Nouă, coordonator proiect, poetul Mihai Leonte, 2019. 
C e n a c l u r i :  
* Mihu Dragomir Brăila între anii 1980-1985, condus de poetul Gh. Lupașcu și prozatorul Corneliu Ifrim. 
* Panait Istrati Brăila între anii 1987-1998, condus de prof. Constantin Gherghinoiu, poet și prof.Valentin Popa.
* Mihail Sebastian Brăila între anii 2002-2010, condus de Nicolae Grigore- Mărășanu.
* Cenaclul Literar Cetatea lui Bucur, București între anii 2011-2015, condus de scriitoarea Elisabeta Iosif, președinta Filialei Ligii Scriitorilor București.
* Cenaclul Panait Istrarti al Bibliotecii din Brăila din anul 2010 până în anul 2016, condus de directorul Bibliotecii Județene Panait Istrati M. Neagu.
PREMII LITERARE :
Primește diferite premii și mențiuni pentru poezie și proză scurtă. Cele mai importante sunt:
* Marele Premiu pentru poezie religioasă cu cartea ” La ușa iubirii ” în Japonia la Asakusa în anul 2015.
* Premiul Octavian Moșescu în cadrul Festivalului Internațional de Literatură Scrisă ”Titel Constantinescu” Râmnicu Sărat, anul 2016.
* Premiul II Poezie, în cadrul Festivalului Internațional de Poezie Renata Verejanu, Chișinău, 2016.
* Premiul II cu medalie pentru Eseu, în cadrul Festivalului Internațional de Poezie Renata Verejanu, Chișinău Ediția IV, anul 2018.
* Premiul Special pentru poezie al Asociației Albanezilor din România și Diploma de Excelență, București, anul 2019, condus de poetul Baki  Ymeri. 
A EDITAT  URMĂTOARELE  CĂRŢI ;
21. Poezia florilor imperiale, Ed Inspirescu, București, anul 2019, poezii.
20. Mărite Eminescu, Ed. Mușatinia, Roman, anul 2019, poezii. 
19. Mărite Eminescu, Ed. PIM, Iași, anul 2019, poezii .
18.  Povești pentru mari și mici, Ed. Rafet, Râmnicu Sărat, anul 2019. 
17. Râmnicu Sărat în amintirile mele…Ed. Rafet, Râmnicu Sărat, anul 2018, proză scurtă. 
16. Târgu Mureș Frate cu Brăila, Ed. Vatra Veche, Târgu Mureș, anul 2018, proză scurtă.
15. În China cu Domnul Eminescu, Ed. Rafet – Râmnicu Sărat, anul 2017, proză scurtă.
14. Albastru cu dor, Ed. PIM, Iași, anul 2017, poezie.
13. Gânduri din Jurnalul meu, Ed. Rafet, Râmnicu Sărat, anul 2016, proză. Carte premiată cu Premiul ” OCTAVIAN MOȘESCU”
în cadrul Festivalului Internațional de Literatură Scrisă, ” TITEL CONSTANTINESCU” Râmnic, Septembrie 2016.
12. Așa am învățat să iubesc Brăila, Ed. PIM, Iași, anul 2016,  proză scurtă-album de artă, 
11. Lirica gândului meu / The Lyric of My Thoughts, Ed. InfoRapArt-Galați, anul 2014, poezii..
10. Avem nevoie de Eminescu, Ed. Nico, Târgu-Mureș, anul 2013, album de artă, poezii..
9. În umbra cuvântului, Ed. Nico, Târgu-Mureș, anul 2013, critică literară.
8. Poezii pastelate, Ed. Singur,Târgoviște, anul 2011, poezii. 
7. La ușa iubirii, Ed. Agnos, Sibiu, anul 2009, poezii. 
6. Epistole și flori, Ed. Centrul de Creație Brăila, anul 2007, poezii.
5. Amintiri care nu mor...Ed. Centrul de Creație Brăila, anul 2005, proză scurtă.
4. Ctitorii Ștefaniene, album de artă, Editura Arhiepicopia  Dunării de Jos, Galați, anul 2004. 
3. Amintiri, dragi amintiri, Ed. Centrul de Creație Brăila, anul 2002, proză scurtă.
2. Anotimpuri pentru prietenii mei, Ed. Centrul de Creație Brăila, anul 2002, poezii
1. Sonate, Editura Evrika, Brăila, anul 1999, poezii. 

Referințe Critice pentru literatură:
A scris despre cărțile sale în diferite reviste literare, ziare și cărți de specialitate, următorii scriitori membri în Uniunea Scriitorilor din România:
Cezarina Adamescu, Valeriu Gorunescu,  Constantin Gherghinoiu, Mihai Bujeniță, Emilian Marcu, Dumitru Anghel, Sanda Tănase, Maria Mogoșanu,
Ion Machidon, Dan Bistricean, Petre Rău, Constantin Lupeanu, Nicolae Băciuț, Aurel Buricea, Constantin Pădureanu, Ion Filipciuc,
Ion Cozmei, Constantin Hrehor, Ion Popescu-Sireteanu, Ion Ionescu-Bucovu, Veronica Balaj, Emilia Țuțuianu, Ștefan Doru Dăncuș, 
ARTE – PLASTICE:
* Președinte la Filiala Brăila, ce face parte din U.A.P. ALBA IULIA, condusă de prof. dr. Traian Mârza, între anii 2015 – februarie 2019. 
* Membră în Asociația Artiștilor din orașul Alma/ Quebec/ Canada din anul 2003.  
* Membră în Asociaţia ”Les artist-pentre de Macon” Franţa, condus de artistul plastic, Victor Boucher, din anul 2009. 
* Membră în Asociația Artiștilor Plastici din orașul Târgu Mureș din anul 2010, condusă de Gheorghe Opriș .
* Membră în Asociația Universul Prieteniei, Iași, din anul 2010 până în prezent condusă de Rodica Rodean.
P R E M I I :
* Laureată la concursurile naționale de artă plastică și artă grafică între anii 1982-1995 cu următaorele premii: 
10 Premii I, 5 Premii II, 2 Premii Speciale ale Juriului.
DIPLOME DE EXCELENȚĂ / 36 obținute pentru donațiile făcute cu lucrări de artă grafică și din cărțile personale editate.
* Botoșani 7 Diplome de Excelență în anii 2004, 2005 și 2015 . 
* Brăila 10 Diplome de Excelență în anii 2008, 2009, 2014, 2015, 2016 . 
* Galați 4 Diplome de Excelență în anii 2004, 2012, 2013, 2014. 
* Dorohoi 1 Diplomă de Excelență, anul 2007. 
* Siret 5 Diplome de Excelență în anii 2004, 2005, 2006, 2008, 2009 . 
* Suceava 2 Diplome de Excelență în anii 2006, 2007.
* Mizil 1 Diplomă de Excelență, în cadrul Festivalului Internațional de Poezie și Epigramă în 2018, pentru Promovarea Culturii și Spiritualității Românești.
* Râmnicu Sărat 1 Diplomă de Excelență, septembrie 2017, oferită de Constantin Marafet, Ed Rafet.
* București aprilie 2019, Diplomă de Excelență din partea Societății Scriitorilor Albanezi oferită de Baki Ymeri, 
* București 10 septembrie 2019 / Centrul Cultural Mihai Eminescu, Diplomă de Onoare, 
oferită de Societatea Scriitorilor Români din Austria, oferită de Daniela Gumann.
* Brăila, 20 septembrie 2019, Muzeul Brăilei, Sectia Etnografie, lansare de carte Mărite Eminescu, Premiu – Diplomă de Excelență,
din partea Societății Scriitorilor Români din Austria, președinte Daniela Gumann. 
* Salzburg – Austria martie 2020 / Societatea Scriitorilor Români din Austria, Premiu - Diplomă de Onoare.
* Chișinău , septembrie 2020 / Festivalul Internațional de Poezie Renata Verejanu: Premiu Ambasador al Culturii și Păcii.

FUNDAȚIA ” Dan Voiculescu ”: În anul 2008, este finaslistă la Premiul Dan Voiculescu, alături de alte mari personalități ale României (scriitori, matematicieni, sportivi, muzicieni, artiști plastici) .
* JAPONIA 7 PREMII : 
* 2 Premii în anul 2012 la Asakusa; Grand Prix pentru arta grafică și Premiul Special al Juriului pentru poezie religioasă. 
* 2 Premii în anul 2014 la Asakusa; Premiul I pentru grafică, și Premiul Special al Juriului pentru cartea de poezii ”Epistole și flori”
* 3 PREMII în anul 2015: Grand Prix pentru albumul ” Avem nevoie de Eminescu ” , Premiul I pentru grafică și Premiul Special al Juriului pentru poezie religiasă cu cartea ” La ușa iubirii ”.  
* GALAȚI 3 Premii ale Revistei BOEM@ în anii 2012, 2013. În anul 2014 obține Premiul Revistei  BOEM@, pentru cartea de poezii bilingvă / româno-engleză / ” Lirica gândului meu ”.  
* CĂLĂRAȘI  3 Premii DROPIA de AUR în anii 2013, 2014, 2015, de la Revista DOR de DOR ;
* BOTOȘANI  Iunie 2015, Primește Medalia ” TEIUL de ARGINT ” pentru Expoziția de grafică și acuarelă – ” Avem nevoie de Eminescu ”.
și cartea cu același nume  editată în anul 2013, la Ed. Nico, Târgu Mureș.  
EXPOZIŢII  PERSONALE  de grafică și pictură:
* ROMÂNIA 51 și STRĂINĂTATE 10 .
Începând cu anul 1973 are 48 de expoziții în ROMÂNIA;
* BRĂILA  22 de expoziții între anii 1973-2019 la: 
Muzeul Brăilei, Teatrul de Stat Maria Filotti, Biblioteca  Județeană Panait Istrati.  
* BOTOȘANI  6 expoziții între anii 2003-2015 la:
Direcția Județeană de Cultură - Muzeul Județean de Isorie,  Galeriile de Artă Ștefan Luchian, Galeriile Geea, Muzeul George Enescu-Dorohoi
(donație întreaga expoziție Muzeului George  Enescu din Dorohoi, anul 2007) .
* SUCEAVA 15 expoziții între anii 2003-2009 la:
* Orașul Siret 5 expoziții ( donație de 30 lucrări în 2009 ) 
* Orașul Rădăuți - Muzeul de Etnografie 1 expoziție în anul 2005. 
* Mănăstirea Putna 1 expoziție în anul 2007 la Muzeul Mănăstirii Putna (donație peste 80 de lucrări). 
* Mănăstirea  Sucevița 1 expoziție în 2006, când s-au sărbătorit cei  400 de ani de la ctitorirea Mănăstirii Sucevița, de către domnitorii 
Ieremia și Simion Movilă și Mitropolitul Petru Movilă (donație la mănăstire întreaga expoziție cu lucrări de grafică). 
* Mănăstirea Dragomirna 1 expoziție de grafică în 2008, la împlinirea celor 400 de ani de la ctitorirea mănăstirii de către Mitropolit Anastasie Crimca
(donație către Mănăstirea Dragomirna,  peste 6o de lucrări legate de Mănăstire, grafică în peniță după miniaturile lui făcute de Anastase Crimca). 
* Muzeul de Isorie Suceava 5 expoziții de grafică în anii 2004, 2005, 2006, 2007, 2009.  
* GALAȚI  2 expoziții la Muzeul de Arte Vizuale, în anul 2004 cu ” Ctitorii Ștefaniene ” și în anul 2014 cu Bisericile și Mănăstirile din Arhiepiscopia Dunării de Jos.  
* TÂRGU MUREȘ  2 expoziții în anii 2010, 2011 la  Direcția de Cultură Mureș și Galeriile Orizont.
* BUCUREȘTI  1 expoziție - Iunie 2014, la Palatul Parlamentului Sala, Constantin Brâncuși. 
* MIZIL 1 expoziție ,, Mizil și personalitățile sale ,, ianuarie 2018 în cadrul Festivalului Internațional ” Romeo și Julieta la Mizil ” (expoziția a fost donată liceului)
* RÂMNICU SĂRAT 1 expoziție ” Râmnic și personalitățile sale ”, septembrie 2018 în cadrul Festivalul Internațional de Literatură Scrisă, Titel Constantinescu 
( expoziția a fost donată Centrului Cultural Florica Cristoforeanu – Râmnic). 
EXPOZIȚII  PERSONALE de grafică și pictură în STRĂINĂTATE 
* FRANȚA 2 expoziții la Manziat și Macon în anul  2001, și în anul 2002.   
* CANADA 1 expoziție la Quebec în anul 2003 la Biblioteca din Alma.  
* REPUBLICA MOLDOVA – Chișinău 4 expoziții:   
* În anul 2011, octombrie la Biblioteca B.P. Hașde, tema expoziției ” Chișinăul vechi în grafica mea ” (donație bibliotecii 70 lucrări).
* În anul 2012, 15 Iunie la Biblioteca de Arte Tudor Arghezi cu tema ” Dor de Eminescu ”
(donație peste 100 de lucrări de grafică și din cărțile personale editate, câte 10 din fiecare).
* În anul 2013, Octombrie la Târgul Internațional de Carte Științifică și Didactică la Biblioteca Academiei de Științe Andrei Lupan, 
prezentă cu o expoziție de grafică închinată lui Eminescu și prezentarea cărților; ” Avem nevoie de Eminescu ” și ” În umbra cuvântului ”, la Târgul de Carte de la Chișinău.   
* În anul 2013, Octombrie, invitat de onoare la Academia Militară Alexandru cel Bun, ( donație 35 lucrări de grafică cu tema Ctitorii Ștefaniene). 
* JAPONIA 1 expoziție la Asakusa Decembrie, anul 2013 –  Februarie 2014. ( expoziția a fost donată). 
* UCRAINA  1 expoziție la Cernăuți pe 15 Ianuarie 2016 la Muzeul de Etnografie din Cernăuți cu tema  ” Dor de Eminescu ” ( donată muzeului). 
* CHINA  1 expoziție în BEIJING la Institutul Cultural Român și Palatul Imperial, între 11-20 Ianuarie 2016 cu tema  
” Avem nevoie de Eminescu ”. 
* FONDATOR al Fundației ,, Sf. Ierarh Petru Movilă ,, la Mănăstirea Sucevița, cu sediul în Sucevița, Str. Calea Movileștilor nr. 169,
Jud. Suceava, prin donația lucrărilor personale de artă plastică și artă grafică. 
REFERINȚE CRITICE pentru arta plastică:
A scris despre expozițiile sale naționale și internaționale diferiți critici de artă, în reviste de specialitate, ziare, reviste:
Ana Maria Harțuche, Maria Stoica, Vespasian Lungu, Tiberiu Cosovan, Ion Filipciuc, Corneliu Stoica, Valentin Ciucă, Felicia Nina Gherman. 
EXPOZIȚII  de GRUP ;
* ROMÂNIA peste 150 de expoziții între anii 1972- 2010. 
* FRANȚA 3 expoziții între anii 1999 și 2003 la Point des Veux , Bourg-en-Bresse, Manziat.
* TURCIA 1 expoziție în anul 2003 la Ankara: Concursul Internațional de Ex Libris. 
* ITALIA 1 expoziție în anul 2012 la Veneția cu tema ” Peisaj European ”. Participă cu 3 lucrări de grafică în peniță.
* GRAFICĂ DE CARTE; Semnează grafica la peste 50 de cărți ale unor poeți din țară și Canada, Grecia, China. 
LUCRĂRI în colecții particulare; Canada, S.U.A. Japonia, Franța, Italia, Grecia, Republica Moldova, China 
Adresa de contact:
e-mail / [constantin@yahoo.com|donosa_constantin@yahoo.com]    

tate profesională
Expoziții personale - grafică alb/negru și pictură la: Brăila (între 1973-2002, 12 la număr) Botoșani (2003, 2004) Biblioteca Alma - Quebec, Canada (2003), Galați, Siret și Suceava (toate în 2004).
Expoziții de grup, între anii 1973-2004, peste 100, în Brăila, Galați, Buzău, Constanța, București, Bacău, Botoșani și Macon - Franța (1999 și 2004). Participă la concursuri naționale: Ex Libris din Brăila (1995-1999), Buzău (1999), Bacău (2000, 2001 și 2004), Oradea (2003) și la cel internațional de la Ankara - Turcia (2003). A făcut grafică la 8 cărți în țară și străinătate și întreține relații culturale cu scriitori din Franța, Canada și Grecia. Debut literar în anul 1972. Membră a Cenaclului literar “Mihu Dragomir” din Brăila (1972- 1975 și 1982-1984) și a Cenaclului “Mihail Sebastian” - Brăila. Publică în revistele Cronica și Convorbiri literare (1976-1978) și în ziarul Ancheta - Brăila (din 2000). Volume tipărite: Sonate - poezii (1999); Anotimpuri pentru prietenii mei - poezii (2002); Amintiri, dragi amintiri - proză (2002); Amintiri care nu mor... (2005); Epistole și flori (2007); Ctitorii Moldave ale Sfântului Voievod Ștefan cel Mare și ale urmașilor săi - album de artă, apărut la Editura Episcopiei Dunării de Jos, cu binecuvântarea P.S. Dr. Casian Crăciun; Epistole și flori (2007). Este laureată a concursurilor de artă pentru artiștii amatori din anii 1982, 1984, 1985, 1987, 1988. Obține diploma de excelență la personalele avute la Botoșani (aprilie 2004). Are lucrări în colecții particulare din România, Franța, Grecia, S.U.A., Canada.